# John Graham (Bischof)

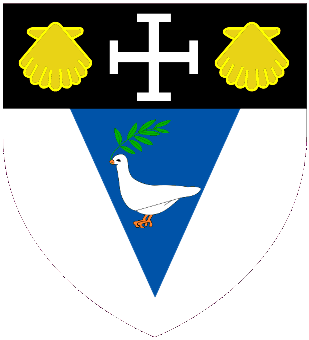
Wappen des John Graham

John Graham (* 23. Februar 1794 in Claypath, Durham; † 15. Juni 1865 in Chester) war Bischof von Chester und Betreuer von Charles Darwin während dessen Studium in Cambridge.

## Leben und Wirken
John Graham ging, nach einer ersten Ausbildung in seiner Heimatstadt, an das Christ’s College der Universität Cambridge. Dort legte er 1816 seinen Abschluss als Baccalaureus Artium und 1819 den als Magister Artium ab. 1818 wurde er Diakon und von 1830 bis 1849 war er Vorsteher des Christ’s College. In den Jahren 1834 und 1840 wirkte er als Vizekanzler der Universität Cambridge. Ab 1843 war er außerdem Rektor von Willingham in Cambridgeshire.
Am 11. März 1848 wurde er zum Bischof von Chester ernannt.

## Nachweise
- Frederic Boase: Modern English Biography: Containing Many Thousand Concise Memoirs of Persons who Have Died Since the Year 1850, with an Index of the most Interesting Matter. 6 Bände, Truro: Netherton & Worth, 1892-1921